# Rumänien i olympiska vinterspelen 1972
Rumänien deltog med 13 deltagare vid de olympiska vinterspelen 1972 i Sapporo. Ingen av landets deltagare erövrade någon medalj.